# Розе (співачка)
Розанна Пак (англ. Roseanne Park, кор. 로젠 박, корейське ім'я 박채영, укр. Пак Че Йон, нар. 11 лютого 1997, Окленд, Нова Зеландія) відоміша за псевдонімом Розé (англ. Rosé) — новозеландська та південнокорейська співачка, авторка пісень, модель і танцюристка. Учасниця жіночого гурту Blackpink. У березні 2021 року Розе дебютувала з сингл-альбомом R. За перший тиждень було продано 448 089 копій альбому, що на той момент було найвищим показником для сольної жіночої роботи у Південній Кореї. Розе є глобальною амбасадоркою Yves Saint Laurent та Tiffany & Co.

## Біографія

### 1997—2015: початок кар'єри

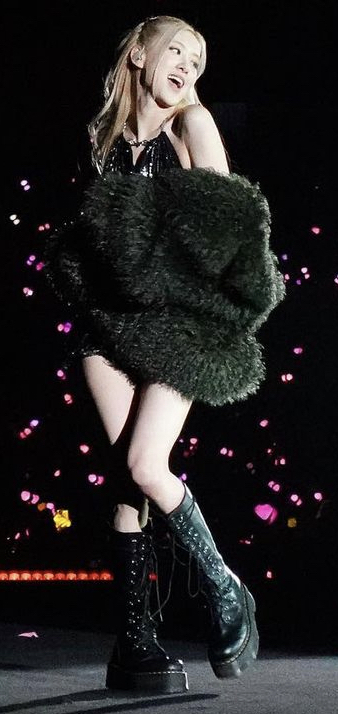
Розе у BlackPink

Розе народилася в Окленді, Нова Зеландія у родині південнокорейських іммігрантів. У 8-річному віці переїхала з родиною до Мельбурну, Австралія. Вона відвідувала початкову школу Кью Іст, яку закінчила в 2009 році, і Кентерберійський жіночий середній коледж у Мельбурні, вивчаючи право. Дівчина з дитинства співала, грала на піаніно та гітарі. У Розе є старша сестра — Еліс Пак, з якою вони дуже близькі. Раніше Розе брала активну участь у житті церкви, і ніколи не пропускала служби, поки не стала стажистом.
Розе посіла перше місце серед 700 людей на прослуховуванні YG в Австралії 2012 року і приєдналася до агентства як стажист. У розмові про прослуховування на шоу вона поділилася: «Мій батько запропонував мені спробувати себе і я на 100 % була впевнена, що мене не візьмуть, але все ж я повірила в себе і мене прийняли». Лише через декілька місяців стажування вона записала жіночу вокальну партію до пісні «Without you», яка увійшла в перший мініальбом G-Dragon.

### 2016—2020: дебют в BLACKPINK та сольна діяльність
22 червня 2016 YG Entertainment представив тизер-фото Розе як учасниці нової жіночої групи BLACKPINK. У кінці червня були опубліковані вже загальні тизери з іншими учасницями — Джису, Дженні та Ліси. На пресконференції в день дебюту засновник YG, Ян Хьон Сок, оголосив, що лідера в групі немає, через те, що «усі учасниці підійшли б на цю роль і вибрати дуже складно». Розе зайняла позиції головної вокалістки та провідної танцюристки. Дебют BLACKPINK відбувся 8 серпня 2016 року із двома сингловими альбомами — «Square One» і «Square Two».
Розе також з'явилася на різних телевізійних програмах, наприклад на музичних шоу «King Of Masked Singer» і «Fantastic Duo 2». Її вокальний виступ на «King Of Masked Singer» аудиторія зустріла дуже радісно. Чейон прокоментувала, що вона «не знала, чи сподобається публіці її спів».
1 червня 2020 YG Entertainment оголосили, що Розе дебютує сольно в 2020 після випуску першого студійного альбому BLACKPINK. Наприкінці року вони повідомили, що зйомки кліпу розпочнуться у середині січня наступного року.
1 березня почали виходити промо-фотографії до соло, а через два дні стало доступне передзамовлення фізичної версії альбому. Після випуску ряду тизерів протягом перших трьох місяців 2021 року, 12 березня на офіційному каналі гурту був опублікований кліп на заголовну композицію «On the Ground». У той же день на стрімінгових сервісах і в онлайн магазинах з'явився сам альбом, який отримав назву -R- і складається з чотирьох треків: «On the Ground», «Gone» та їх інструментальних версій. Ця назва символізує першу літеру імені співачки, а тематика пісень базується на мріях і шляху до успіху. Реліз на фізичних носіях відбувся 16 березня 2021 року.
Альбом побив рекорд за попереднім замовленням в Кореї з 400 000 копіями за два дні, а також зайняв провідні позиції в різних чартах Кореї та світу і побив ще три рекорди після виходу.
Розе встановила два титули Книги рекордів Гіннеса своїм сольним синглом «On The Ground». Відеокліп на основний сингл зайняв провідні позиції в Youtube Music й набрав 41,6 мільйона переглядів за 24 години, тим самим побивши майже восьмирічний рекорд, встановлений PSY (пісня «Gentleman»). 27 березня Розе посіла перше місце як у Global Billboard 200, в так і в Billboard Global Excl. США. Вона також очолила хіт-паради як учасниця BLACKPINK із піснею «Lovesick Girls» із одногрупницями Джису, Дженні та Лісою. Це зробило її першою артисткою, яка посіла перше місце в чарті Billboard Global як солістка та частина групи.
24 березня Розе отримала свою першу перемогу в музичному шоу як солістка з синглом «On the Ground» на південнокорейській музичній програмі Show Champion. 5 квітня вийшов кліп на пісню «Gone». Пісня також мала успіх у Південній Кореї, посівши шосте місце в цифровому чарті Gaon і п'яте місце в чарті Billboard K-pop Hot 100 . Глобально пісня посіла 29 місце в Billboard Global 200 і 17 місце в Billboard Global Excl. U.S.
Трек «Hard to Love» в стилі поп-диско у виконанні Розе було представлено в другому студійному альбомі BLACKPINK «Born Pink», який вийшов 16 вересня 2022 року.  Крім того, Розе написала пісню «Yeah Yeah Yeah Yeah», четверту пісню альбому Born Pink .
5 грудня 2023 року YG Entertainment оголосили, що Розе разом з іншими учасниками Blackpink продовжили свої контракти на групову діяльність, а індивідуальні контракти учасників все ще обговорюються . 29 грудня 2023 року YG Entertainment підтвердили, що Розе та інші учасники Blackpink погодилися не продовжувати контракт з лейблом на індивідуальну діяльність . 4 квітня 2923 року вона випустила пісню «Final Love Song» як тематичну пісню для реаліті-шоу на виживання I-Land 2: N/a.
Компанія The Black Label, асоційована компанія YG Entertainment, повідомила 17 червня, що вони ведуть переговори з Розе щодо ексклюзивного контракту; наступного дня було підтверджено, що вона підписала менеджерський контракт з лейблом . Пізніше, 26 вересня, стало відомо, що вона підписала сольний контракт з Atlantic Records . Вона записала кавер на пісню Coldplay 2008 року «Viva la Vida» для трейлера і фіналу другого сезону серіалу «Пачінко», що вийде на Apple TV+ на початку 2024 році. 

## Інша діяльність

### Рекламні бренди та мода
У 2018 році Розе та її колега з BLACKPINK Джису були обрані моделями для корейського косметичного бренду Kiss Me. У 2020 році Розанна відвідала шоу «Saint Laurent Show» в рамках тижня моди й пізніше того ж року бренд Saint Laurent оголосив, що вона стане їх першим глобальним амбасадором за останні 59 років. 4 січня корейський Vogue у своїх офіційних соцмережах опублікував фотографії нової музи бренду YSL Beauty — Розе із BLACKPINK.
У квітні 2021 Розе була оголошена новим глобальним послом Tiffany & Co, починаючи з цифрової кампанії Tiffany HardWear 2021 року. Вона заявила: «Мені завжди подобалося носити прикраси від Тіффані. Бути частиною культового бренду, який довгий час був частиною мого життя, робить його ще більш особливим для мене. Для мене велика честь та радість бути частиною кампанії HardWear, і я не можу дочекатися, коли всі це побачать»
У серпні 2021 року вона стала моделлю для корейського бренду 5252 BY OIOI та OIOICOLLECTION. У грудні 2021 року вона оголосила про свою співпрацю з медіатором та програмою для сну Calm, випустивши свою власну казку на ніч під назвою «Grounded With Rosé». У вересні 2021 року Розанна відвідала Met Gala, захід зі збору коштів, який щорічно проводиться в Інституті костюма Метрополітен-музею в Нью-Йорку. Саме Розе та реперка CL стали першими зірками k-pop, які відвідали захід. У лютому 2022 року разом із актором Є Джін Гу Розе була обрана однією з моделей корейського роздрібного магазину Homeplus для рекламної акції з нагоди 25-річчя бренду.
У серпні 2022 року Чейон стала глобальним амбасадором бренду догляду за шкірою Sulwhasoo. Бренд звернув увагу на те, якою Розе була новаторською та амбітною у здійсненні своєї мрії стати талановитою артисткою, якою вона є сьогодні, що, як визнав Sulwhasoo, відповідало її духу. «Для мене велика честь бути з Sulwhasoo як глобальним амбасадором бренду продуктів, якими не лише моя мама, але й я користуюся протягом тривалого часу. Це така велика насолода та приємна можливість. Спочатку я не була впевнена у тому, наскільки добре я зможу зіграти роль у зйомках реклами для бренду, яким я завжди дорожила. Але ця зйомка була надзвичайно веселою та надихаючою. Мені також цікаво, як розгорнеться сьогоднішня відеоісторія в майбутньому», — розповіла Розе.

### Благодійність
8 квітня 2019 року Розе разом з іншими учасницями BLACKPINK пожертвували 40 мільйонів вон на користь Асоціації моста надії та Національної допомоги жертвам стихійних лих в Південній Кореї.

## Артистизм

### Голос й вплив
Голос Розе отримав визнання в індустрії k-pop за його чіткий вокальний тембр. Після дебюту як учасниця BLACKPINK, її вокальний діапазон та вміння співати були зустрінуті з широкою похвалою. Філіппінський критик Альміра Бланкада, яка пише для видання ABS-CBN, заявила, що «важко знайти айдола, який виділяється серед інших, але спів Розе можна розпізнати миттєво».
Після виступу Розе в епізоді Fantastic Duo 2, співачка Gummy, яку Розе називала взірцем для наслідування, заявила, що голос дівчини дуже унікальний. Людиною, яка вплинула на її музичний стиль і образ, Чейон називає американську співачку Торі Келлі. Також, в інтерв'ю на радіо вона назвала колегу по лейблу Теяна з Big Bang як ще один приклад для наслідування у своїй кар'єрі.

## Імідж
Розе є четвертим за популярністю k-pop-ідолом у Instagram, де має понад 70 мільйонів підписників станом на 2023 рік. Починаючи з 2018 року Чейон з'являється в «списку репутації» Корейського інституту бізнес-досліджень, який є діаграмою, що відстежує корейських знаменитостей з найвищим онлайн-пошуком. Починаючи з 2019 року, вона та інші учасниці групи потрапляють у першу десятку цього списку.
Перший відеотрейлер BLACKPINK швидше за інші тизери жіночих k-pop груп досяг 1 мільйона вподобань. У березні 2021 року завдяки випуску сольного альбому, Розанна посіла друге місце в чарті Billboard Emenrging Artists.
Розе допомогла показу колекції Yves Saint Laurent's Women's Summer 21 за один день отримати 27,3 мільйона переглядів на YouTube, 11 мільйонів переглядів в Instagram та Facebook і 30,6 мільйонів переглядів на Weibo. Відео весняно-літньої колекції Saint Laurent 2021 набрало 100 мільйонів переглядів після того, як у ньому з'явилася Розе.

## Дискографія

### Сингл-альбоми
| Назва | Деталі                                                                              | Пікові позиції у чартах | Пікові позиції у чартах | Пікові позиції у чартах | Пікові позиції у чартах | Продажі                   | Сертифікації        |
| Назва | Деталі                                                                              | KOR                     | CRO                     | JPN Cmb.                | UK Phy.                 | Продажі                   | Сертифікації        |
| ----- | ----------------------------------------------------------------------------------- | ----------------------- | ----------------------- | ----------------------- | ----------------------- | ------------------------- | ------------------- |
| R     | - Реліз: 12 березня 2021 - Лейбл: YG, Interscope - Формат: CD, digital download, LP | 2                       | 10                      | 40                      | 4                       | - Південна Корея: 837,925 | - KMCA: 2× Platinum |

### Сингли
| Назва                                                                              | Рік                | Найвища позиція в чартах | Найвища позиція в чартах | Найвища позиція в чартах | Найвища позиція в чартах | Найвища позиція в чартах | Найвища позиція в чартах | Найвища позиція в чартах | Найвища позиція в чартах | Найвища позиція в чартах | Продажі            | Альбом             |
| Назва                                                                              | Рік                | KOR                      | AUS                      | CAN                      | HUN                      | MAL                      | SGP                      | UK                       | US                       | WW                       | Продажі            | Альбом             |
| Як сольна артистка                                                                 | Як сольна артистка | Як сольна артистка       | Як сольна артистка       | Як сольна артистка       | Як сольна артистка       | Як сольна артистка       | Як сольна артистка       | Як сольна артистка       | Як сольна артистка       | Як сольна артистка       | Як сольна артистка | Як сольна артистка |
| ---------------------------------------------------------------------------------- | ------------------ | ------------------------ | ------------------------ | ------------------------ | ------------------------ | ------------------------ | ------------------------ | ------------------------ | ------------------------ | ------------------------ | ------------------ | ------------------ |
| «On the Ground»                                                                    | 2021               | 4                        | 31                       | 35                       | 6                        | 1                        | 1                        | 43                       | 70                       | 1                        | WW: 29 000         | -R-                |
| «Gone»                                                                             | 2021               | 6                        | 63                       | 77                       | 9                        | 1                        | 2                        | —                        | —                        | 29                       | WW: 25 000         | -R-                |
| «Hard to Love»                                                                     | 2022               | 86                       | 65                       | 68                       | 22                       | —                        | 5                        | —                        | —                        | 27                       | —                  | Born Pink          |
| «Number One Girl»                                                                  | 2024               | 17                       | 61                       | 63                       | —                        | 3                        | 4                        | 84                       | —                        | 29                       | TBA                | Rosie              |
| «Toxic Till the End»                                                               | 2024               | 59                       | 31                       | —                        | —                        | —                        | —                        | 72                       | —                        | —                        | TBA                | Rosie              |
| Коллаборації                                                                       |                    |                          |                          |                          |                          |                          |                          |                          |                          |                          |                    |                    |
| «Without You» (кор. 결국) (від G-Dragon)                                           | 2012               | 10                       | —                        | —                        | —                        | —                        | —                        | —                        | —                        | —                        | KOR: 646,074       | One of a Kind      |
| «Apt.» (за участі Бруно Марса)                                                     | 2024               | 1                        | 1                        | 2                        | 24                       | —                        | 1                        | 2                        | 8                        | 1                        | TBA                | Rosie              |
| «—» значить, що пісня до потрапила до чарту або не була випущена в даному регіоні. |                    |                          |                          |                          |                          |                          |                          |                          |                          |                          |                    |                    |

## Відеографія

### Музичні кліпи
| Назва           | Рік  | Режисер    | Тр   | Прим.  |
| --------------- | ---- | ---------- | ---- | ------ |
| «On the Ground» | 2021 | Хан Самін  | 3:09 | [ 71 ] |
| «Gone»          | 2021 | Квон Йонсу | 3:41 | [ 72 ] |

## Фільмографія

### Телевізійні та реаліті шоу
| Рік  | Назва               | Назва         | Роль                       | Прим.           |
| Рік  | Англійською         | Корейською    | Роль                       | Прим.           |
| ---- | ------------------- | ------------- | -------------------------- | --------------- |
| 2017 | King of Mask Singer | 복면가왕      | Учасниця (Circus Girl)     | Епізоди 103—104 |
| 2017 | Fantastic Duo 2     | 판타스틱 듀오 | Учасниця (Australia 400:1) | Епізоди 19–20   |
| 2021 | The Sea Of Hope     | 바라던 바다   | Учасниця (Гість, Музикант) | Епізоди 1,3-6   |

## Нотатки
1. ↑  «Number One Girl» не потрапила в Billboard Hot 100, але зайняла першу позицію в Bubbling Under Hot 100[69].